# Pokladní systém
Pokladní systém je software čili programové vybavení nebo také program používaný v počítači, který provádí činnosti v obchodě spojené s transakcí, ukládáním a předáváním peněžních prostředků za zboží či služby. Pokladní systém sjednocuje všechny tyto činnosti a podpůrné funkce pro hotovostní i bezhotovostní platby. Je ovládán pracovním personálem, nejčastěji však pokladníkem. Funguje tak, aby umožnil provozovateli kontrolu nad tokem informací mezi zákazníkem a obsluhujícím pokladníkem, kontrolu nad skladovým hospodářstvím provozovny, a aby bylo možné provádět inventurní a inventarizační kontroly zboží a majetku. Modernější pokladní systémy umožňují také nastavení různých administrátorských režimů a ovládání pro obsluhující, které nastavuje vedoucí provozu nebo jiný manažer. Samotný pokladník nebo obsluhující může zasahovat jen do předem stanovených částí systému.

## Úkol pokladního systému
Hlavním úkolem pokladního systému je zefektivnění práce managementu i samotných pracovníků a obsluhy, evidence obchodních případů a transakcí - plateb a tržeb, rozlišování jednotlivých plateb na hotovostní a bezhotovostní (případně i rozlišení mezi platebními kartami) a shromažďování podkladů o tržbách v DPH skupinách. Samozřejmostí pokladního systému by měl být i monitoring a zpětná dokumentace všech platebních transakcí, včetně jednoduchého vytváření a tisknutí pokladních dokladů.

### Komponenty pokladních systémů
Pokladní systém tvoří software – program, počítač, monitor s klávesnicí a myší nebo dotykový LCD monitor. Součástí pokladního systému mohou být i další komponenty, jako například platební POS terminál, mobilní terminál (mPOS), bankovní terminál, tiskárna účtenek, scanner, čtečka karet apod.

## Druhy a možnosti pokladních systémů
Druhy pokladních systémů se nadají s přesností určit, protože existuje velké množství různých řešení s různými funkcemi a zaměřením na obchodní segment nebo problematiku. Proto je zde uvedeno jen několik základních možností.
- Dotykový pokladní systém
- Pokladní systém pro obchod
- Pokladní systém pro restaurace a hotely
- Rezervační pokladní systém
- Rozvážkový pokladní systém
- Pokladní systém pro supermarkety a síť obchodů
- Pokladní systém stravovací pro výdej obědů

### Pokladní systém pro restaurace
Pokladní systémy v gastro odvětví se zpravidla skládají z pokladny, počítače a doplňujících zařízení, která jsou propojena s centrálním počítačem. Standardní restaurační POS systém dokáže tisknout účtenky, objednávky do kuchyně nebo na bar, přijímat kreditní a jiné platební karty a generovat přehledy. Pokročilejší pokladní systémy dokáží vést například také skladové hospodářství inventury. Mohou být spravovány přímo z podniku, prostřednictvím vzdálené správy nebo v případě cloudového systému přístupem přes webové rozhraní.
Pokladní systémy dnes přinášejí technologickou revoluci do gastro prostředí. Nejmodernější softwary fungující na iPadech nebo tabletech. Pokladny se připojují k síti spolu s tiskárnami a doplňujícími mobilními zařízeními (mobilními číšníky). Data jsou ukládána buď na software v podniku, nebo na servery v cloudu.
V restauračním prostředí se stávají populárními právě pokladní systémy postavené na tabletech. Většina moderních tabletových POS systému funguje v cloudu, tedy posílá informace na internet, kdy manažer nebo majitel může sledovat vývoj v podniku aktuálně a odkud koli pouze za pomoci internetu a hesla ke svému uživatelskému účtu. Tabletové pokladní systémy jdou ruku v ruce s vývojem mobilních pokladních systémů a aplikací, které umožňují mobilní platby, věrnostní programy, online objednávky a rezervace přímo integrované do pokladního sestému v restauraci.

## Další související vlastnosti a funkce pokladního systému
Moderní pokladní systém zahrnuje množství vlastností a funkcionalit. Mezi ty nejznámější a považované za standardní jsou níže uvedené funkce.
- Centrální část systému pro obsluhu - účtování položek, aktuální tržba a stav účtu.
- Ceník – nastavení cen a odečítání případného zboží ze skladu.
- Statistiky – příjmy, výdaje a měsíční přehledy, docházka zaměstnanců.
- Sklad – aktuální stav zboží na skladě, automatické generování objednávek.
- Fakturace – seznam přijatých faktur.
- Uživatelé – nastavení práv uživatelů - správce, administrátor, majitel.
- Pracovní směna – evidence tržeb podle směny, docházka zaměstnanců, uzávěrky.
- Databáze klientů – informace o zákaznících pro rychlé zúčtování.
- Recepce, rezervace a mapa stolů – přehled obsazenosti, rozložení a úprava umístění stolů.
- Mobilní zařízení – propojení s mobilním zařízením - např. mobilní číšník, PDA.
- Kamerový systém – propojení s kamerovým systémem.
- Majetek a peněžní deník, tisky – evidence majetku, inventury, nastavení měn, tržba směny, chyby v systému apod.
- Síť a propojení s internetem – propojení s dalšími komponenty, napojení na databázový server.
- Bezpečnost a zálohování dat – zabezpečení dat, zálohování na server, synchronizace skladu přes internet.
- Další pokročilá nastavení – vzhled účtenek, nastavení sazby DPH, kurz měn, propojení s mobilním telefonem nebo bankovním terminálem, propojení s váhou.

## Historie pokladních systémů

### 1870 – 1970
Historicky první pokladní systém, dá-li se to tak nazvat, má kořeny již v roce 1870 ve městě Daytona v americkém státě Ohio. Tehdejší úspěšný obchodník James Ritty, který obchodoval s whisky, vínem a doutníky čelil problémům s nepoctivými zaměstnanci. Jednoho dne se James Ritty vydal parníkem na výlet do Evropy. Na parníku ho velmi zaujal mechanizmus lodního šroubu, který uměl počítat jeho otáčky z důvodu pravidelné kontroly a údržby. V této chvíli se v něm zrodila myšlenka, že by něco podobného potřeboval pro svůj obchod a kontrolu nad ním. Když se vrátil zpět domů, ihned o všem informoval svého bratra, se kterým začal vyvíjet svůj nápad, a to duplicitní mechanizmus, který by uměl počítat hotovostní transakce. O celých devět let později, tedy v roce 1879, si James a jeho bratr patentovali svůj vynález jako "Ritty’s incorruptible cashier" (volně přeloženo jako "Rittyho neúplatný pokladní"). Tento skutek se dá považovat za kořeny pokladního systému nebo pokladny, chcete-li. Poté si bratři Rittyovi otevřeli továrnu na výrobu těchto pokladních systémů. V roce 1881 však firmu koupil jistý Jacob Eckert, který podnik označil za "National manufacturing company" (volně přeloženo jako "Národní výrobní společnost"). Od něj později koupil firmu John Patterson, který pokračoval v dalším vývoji pokladny a zdokonalil ji natolik, že bylo možné tisknout transakce a denní záznamy. Postupem několika let došlo k dalším převratným zlepšení a v roce 1970 byla představena první pokladna řízena počítačem.

### 1970 – 1990
V srpnu roku 1973 oznámila a uvedla na trh společnost IBM skladový systém, který fungoval jako střediskový počítač, používaný prioritně jako správce skladu. Tento skladový systém se stal prvním komerčním produktem za použití klientské server technologie (peer-to-peer) a lokální sítě (LAN) se zálohováním a vzdálenou inicializací. V polovině roku 1974 byl instalován v Pathmark obchodech v New Jersey a obchodním domu Dillard.
V roce 1974 postavil "William Brobeck and Associates" první mikroprocesorem (Intel 8008) řízený pokladní systém, který byl určen pro restaurace a fastfoody společnosti McDonald's.
Již v roce 1985 představil Gene Mosher platební POS terminál s barevnou dotykovou obrazovkou, postavený na Atari Mega ST, který umožňoval konfiguraci rozhraní položek menu bez nutnosti programování.

### 1990 - současnost
Zde už se můžeme bavit o moderním programovém řešení pokladních systémů. V roce 1992 Martin Goodwin a Bob Henry otevřeli první obchod se softwarem, který nazvali "IT Retail", a fungoval na platformě Microsoft Windows. Byl to přelom, který přivedl dostupnost výpočetní techniky pro obchodní činnost. Pokladní systém uměl lokálně ukládat data, uchovávat kontakty a měl grafické uživatelské rozhraní, které tvořilo vysoce flexibilní a funkční pokladní systém (POS).